# Ruisseau Kakaskutatakuch
Ruisseau Kakaskutatakuch är ett vattendrag i Kanada.   Det ligger i provinsen Québec, i den östra delen av landet, 600 km norr om huvudstaden Ottawa.
I omgivningarna runt Ruisseau Kakaskutatakuch växer i huvudsak barrskog. Trakten runt Ruisseau Kakaskutatakuch är nära nog obefolkad, med mindre än två invånare per kvadratkilometer.